# 胡儀
胡儀（1464年—？），字士望，浙江紹興府山陰縣人，民籍，明朝政治人物。

## 生平
成化二十二年（1486年）丙午科浙江鄉試第十一名舉人。弘治三年（1490年）中式庚戌科會試第二百名，二甲第三十一名進士。

## 家族
曾祖胡尚廉；祖父胡珙；父胡錫，義官。母張氏；繼母莫氏。具慶下。